# Cordia valenzuelana
Cordia valenzuelana là loài thực vật có hoa trong họ Mồ hôi. Loài này được A.Rich. mô tả khoa học đầu tiên năm 1850.